# Barbitistes
Barbitistes Charpentier, 1825 è un genere di insetti ortotteri ensiferi della famiglia Tettigoniidae. 

## Distribuzione e habitat
Il genere è presente in svariati paesi dell'Europa continentale, compresa l'Italia con almeno 7 specie.

## Tassonomia
Il genere comprende le seguenti specie:
- Barbitistes alpinus Fruhstorfer, 1920
- Barbitistes constrictus Brunner von Wattenwyl, 1878
- Barbitistes fischeri (Yersin, 1854)
- Barbitistes kaltenbachi Harz, 1965
- Barbitistes obtusus Targioni-Tozzetti, 1881
- Barbitistes ocskayi (Charpentier, 1850)
- Barbitistes serricauda (Fabricius, 1798)
- Barbitistes vicetinus Galvagni & Fontana, 1993
- Barbitistes yersini Brunner, 1878